# Planejamento subversivo
O termo "planejamento subversivo" pode ser interpretado de diferentes maneiras (polissemia), dependendo do contexto em que é utilizado. Pode ser utilizado no campo do planejamento urbano (subversivo) e designa um estudo que destaca desenvolvimentos específicos no planejamento urbano.   Pode significar, também, no campo da administração crítica da tecnologia, uma definição que teoriza sobre o processo de planejamento da tecnologia da informação. Na tecnologia da informação, pode designar uma maneira de usar clientes SVN suportados diretamente de um ambiente de trabalho. 

## Definições e usos
Pode ser entendido como Abordagem Criativa ou Disruptiva, a qual refere-se a estratégias que desafiam as convenções tradicionais, muitas vezes de maneira criativa, para alcançar objetivos específicos. Pode ter como objetivo estimular a inovação, promover a mudança positiva ou desafiar o status quo de uma maneira não necessariamente política. Empresários, artistas e inovadores podem adotar abordagens subversivas para romper com a norma e criar algo novo e impactante. 
Pode ser entendido como Estratégia Política, ou seja, refere-se a estratégias planejadas e sistemáticas para minar ou desafiar as estruturas estabelecidas de poder, muitas vezes de forma não convencional. A finalidade pode ser promover mudanças sociais, políticas ou econômicas, muitas vezes através de métodos que desafiam diretamente as normas ou instituições existentes. Pode ser utilizado por movimentos políticos, sociais ou grupos que buscam promover mudanças radicais na sociedade. Isso pode incluir atividades de resistência, desobediência civil, propaganda subversiva, entre outros.  
Pode designar uma Estratégia de Comunicação, a qual se refere a estratégias de comunicação que buscam desafiar ou subverter a mensagem convencional, muitas vezes para provocar uma resposta específica.  Pode ser usada para chamar a atenção, gerar controvérsia, ou questionar narrativas dominantes. Publicitários, ativistas e artistas podem adotar táticas subversivas em campanhas de comunicação para criar impacto e engajamento. 

## Referência
1. ↑  Streich, Prof Bernd (30 de março de 2018). Subversive Urban Planning: Alternative Forms of Urban Action in the Knowledge Society (em inglês). Kaiserslautern: CreateSpace Independent Publishing Platform
2. ↑  «A nova perspectiva do planejamento subversivo e suas (possíveis) implicações para a formação do planejador urbano e regional &ndash o caso brasileiro». www.ub.edu. Consultado em 8 de dezembro de 2023
3. ↑  Freeman-Benson, Bjorn. «Project Plan - technology.subversive | The Eclipse Foundation». www.eclipse.org (em inglês). Consultado em 8 de dezembro de 2023
4. ↑  Randolph, Rainer. «FROM COLLABORATIVE TO "SUBVERSIVE" PLANNING: REMARKS TO OVERCOME CONFLICTS BETWEEN PLANNERS´ EXPERTISE AND THE DAILY LIFE EXPERIENCES OF ENVOLVED POPULATION». Consultado em 8 de dezembro de 2023
5. ↑  «Masculinities and women's empowerment in the economic and political spheres». OECD. 8 de março de 2021. ISBN 978-92-64-69998-4. Consultado em 8 de dezembro de 2023
6. ↑  Ewick, Patricia; Silbey, Susan S. (1995). «Subversive Stories and Hegemonic Tales: Toward a Sociology of Narrative». Law & Society Review (2): 197–226. ISSN 0023-9216. doi:10.2307/3054010. Consultado em 8 de dezembro de 2023
7. ↑  Randolph, Rainer. «FROM COLLABORATIVE TO "SUBVERSIVE" PLANNING: REMARKS TO OVERCOME CONFLICTS BETWEEN PLANNERS´ EXPERTISE AND THE DAILY LIFE EXPERIENCES OF ENVOLVED POPULATION». Consultado em 8 de dezembro de 2023